# Arba Minch

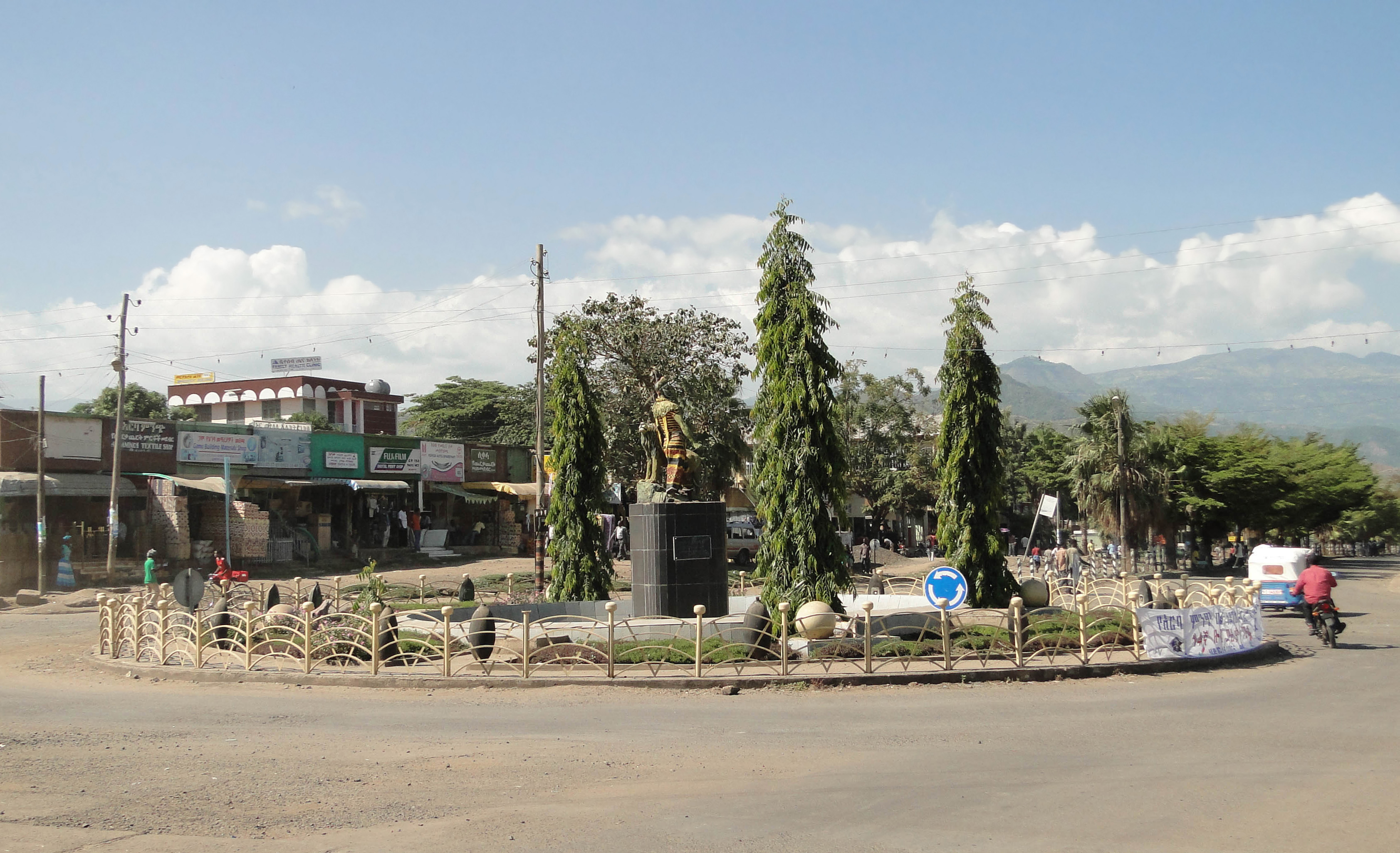
Platz in Arba Minch

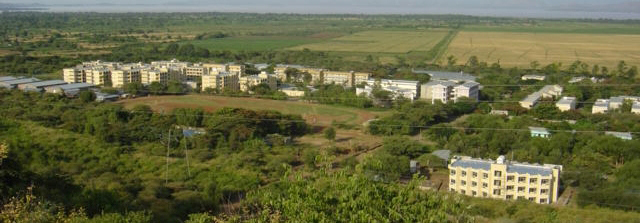
Universität von Arba Minch

Arba Minch (amharisch አርባ ምንጭ Arba Mənč, deutsch ‚vierzig Quellen‘) ist eine Stadt im Süden Äthiopiens. Es war Hauptstadt der ehemaligen Provinz Gemu-Gofa, heute liegt es in der Woreda Arba Minch Zuria in der Region Südäthiopien. Diese Woreda war zunächst Teil der Zone Semien Omo (Nord-Omo), seit deren Aufteilung gehört es zur Gamo-Gofa-Zone.
Arba Minch besteht aus zwei Stadtteilen, die einige Kilometer voneinander getrennt liegen. In Arba Minch gibt es eine Technische Universität.
Die Stadt liegt an zwei Seen, dem Abaya-See im Norden und dem Chamo-See im Süden. Die Seen werden von einer Hügelkette getrennt, die übersetzt „Gottes Brücke“ genannt wird.
Sehenswürdigkeiten sind die vierzig Quellen und eine Krokodil-Farm. Außerdem können Bootstouren zur Nilpferd-Beobachtung (Hippo Watching) arrangiert werden. In der Nähe liegt der Nechisar-Nationalpark, in dem man Wildtiere beobachten kann.
Arba Minch besitzt einen kleinen Flughafen, der mit einmotorigen Flugzeugen angeflogen werden kann. Von 2011 bis September 2015 nutzten die Streitkräfte der Vereinigten Staaten hier einen Stützpunkt für Kampfdrohnen vom Typ General Atomics MQ-9.
2005 hatte die Stadt nach Angaben der Zentralen Statistikagentur 72.507 Einwohner.
1994 waren von 40.020 Bewohnern 43,84 % Gamo, 24,82 % Amharen, 7,79 % Oromo, 7,09 % Wolaytta, 4,79 % Gofa; 11,67 % gehörten anderen ethnischen Gruppen an, darunter Gurage, Tigray, Konso und Koyra.

## Einwohnerentwicklung
Die folgende Übersicht zeigt die Einwohnerzahlen nach dem jeweiligen Gebietsstand seit der Volkszählung 1984.
| Jahr | Einwohner |
| ---- | --------- |
| 1984 | 23.032    |
| 1994 | 40.020    |
| 2007 | 74.879    |
| 2015 | 142.900   |